# Люйер
Люйе́р (фр. Luyères) — коммуна во Франции, находится в регионе Шампань — Арденны. Департамент — Об. Входит в состав кантона Пине. Округ коммуны — Труа.
Код INSEE коммуны — 10210.
Коммуна расположена приблизительно в 150 км к востоку от Парижа, в 65 км южнее Шалон-ан-Шампани, в 14 км к северо-востоку от Труа.

## Население
Население коммуны на 2008 год составляло 437 человек.
| 1962 | 1968 | 1975 | 1982 | 1990 | 1999 | 2008 |
| ---- | ---- | ---- | ---- | ---- | ---- | ---- |
| 187  | 227  | 383  | 383  | 401  | 382  | 437  |

## Администрация
| Период | Период | Фамилия     | Партия | Примечания |
| ------ | ------ | ----------- | ------ | ---------- |
| 2001   | 2008   | Серж Ибон   |        |            |
| 2008   |        | Жерар Шильд |        |            |

## Экономика

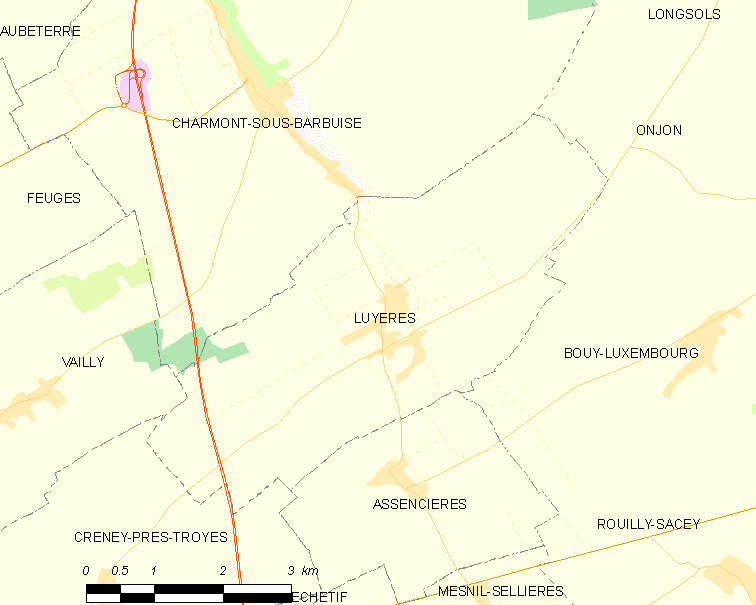
Карта коммуны

В 2007 году среди 288 человек в трудоспособном возрасте (15—64 лет) 223 были экономически активными, 65 — неактивными (показатель активности — 77,4 %, в 1999 году было 73,8 %). Из 223 активных работали 198 человек (108 мужчин и 90 женщин), безработных было 25 (8 мужчин и 17 женщин). Среди 65 неактивных 16 человек были учениками или студентами, 38 — пенсионерами, 11 были неактивными по другим причинам.

## Достопримечательности
- Церковь Сен-Жюльен (XVI век). Памятник истории с 1958 года[3]